# چارلی رو
چارلی رو (به انگلیسی: Charlie Rowe) (زاده ۲۳ آوریل ۱۹۹۶) بازیگر انگلیسی است.
از فیلم‌های معروف او می‌توان به بازی در فیلم قطب‌نمای طلایی و فندق‌شکن اشاره کرد.